# Can Sant Joan
Can Sant Joan, també conegut com a Montcada Bifurcació, és un nucli de població del municipi de Montcada i Reixac, al Vallès Occidental, situat entre el terme de Barcelona, el riu Besòs i les vies del ferrocarril.
Can Sant Joan rep el seu nom de la masia del noble senyor de Sant Joan o de l'Alsina, edifici medieval citat ja a l'any 1190, avui dia desaparegut, situat a l'esplanada de l'estació.
Aquest barri, està molt lligat al Rec Comtal, lloc on convergeixen els rius Ripoll i Besòs, en el seu camí cap a Barcelona. Després de la invasió romana, es va construir una gran via que unia Bàrcino i el Vallès que passava per Can Sant Joan, i la població va esdevenir l'aprovisionament d'aigua de la capital gràcies a les aigües del Besòs i les seves fonts, com la Font del Ferro, la Font Pudenta i el Reixagó.
La transformació més important la va patir el barri abans i després de la Guerra Civil. Abans de la Guerra molts estiuejants barcelonins visitaven la zona per gaudir de les seves aigües medicinals en un paisatge paradisíac, ple de boscos de pins i rius d'aigües transparents. Un paisatge, que Albert Bach, un d'aquests visitants, va assenyalar com “Racó de Cel.”
Gràcies als visitants, es van començar a vendre solars al pla i la muntanya, on les famílies es feien un petit aixopluc per passar els diumenges. Aquestes famílies començaren a celebrar la festa del Patró amb una revetlla on gaudien de música mentre es menjaven la coca.
A la segona meitat del segle xix la població de Can Sant Joan va créixer considerablement per l'arribada de treballadors del ferrocarril i de la fàbrica de ciment Asland, a partir de 1917.
Més tard, cap a l'any 1931, com a resultat de la industrialització i l'emigració, el barri es va omplir de barraques i obres que van esdevenir un problema de degradació, manca de serveis i abandonament. Van sorgir associacions veïnals per demanar solucions, però la Guerra Civil ho va paralitzar tot i Can Sant Joan es va convertir en “ciutat sense llei.”
Al llarg de la seva història, Can Sant Joan ha passat de poble rural, amb una economia basada en la vinya i la ramaderia, a incipient localitat industrial.